# Мишелов на Харис
Мишеловът на Харис (Parabuteo unicinctus) е средно голяма граблива птица, която естествено обитава югозападните САЩ на юг до Чили и централна Аржентина. Вид е популярен сред соколарите и за такива цели се развъжда изкуствено и в Европа.
Мишеловът на Харис е единственият представител на рода Parabuteo. Името на вида unicinctus идва от гръцки (uni, един, и cinctus, препасан) и се отнася до бялата ивица на върха на опашката му. Орнитологът Джон Джеймс Одъбон дава на този вид името „Мишелов на Харис“ в чест на своя приятел, меценат и също любител орнитолог Едуард Харис. Видът е известен със склонността си да ловува в група, докато повечето грабливи птици ловуват самостоятелно.

## Физическо описание
Екземплярите от вида достигат на дължина от 46 до 76 cm и обичайно имат размах на крилете около 110 cm. При тях се наблюдава полов диморфизъм, изразяващ се в по-големия ръст на женските екземпляри с около 35% повече от мъжките. В САЩ регистрираноно средно тегло на мъжките е 710 g, а на женските — 1020 g.
Имат тъмно кафяво оперение с кестенови на цвят рамена, краища на крилете и бедрата, бяла ивица на опашката, дълги жълти крака и жълта восковица.
Оперението на младите мишелови на Харис е почти изцяло на бледобежови ивици, което ги прави да изглеждат много по-светли от възрастните. В полет вътрешната част на младите екземпляри са бледобежови с кафяви ивици. За идентификацията им помага оперението в кестеново кафяво, което е идентично и при младите, и при възрастните екземпляри.

## Подвидове
- P. u. harrisi
- P. u. superior
- P. u. unicinctus

## Географско разпространение и местообитание
Мишеловът на Харис живее в рехави гористи местности и полупустини, както и на дървета покрай блата в някои части от местообитанието им в Южна Америка. За вида не е характерна миграцията.

## Поведение

### Хранене
Менюто на мишелова на Харис се състои от малки птици, гущери, бозайници, както и някои по-големи насекоми. Тъй като той често ловува в групи, може да хваща и по-голяма плячка като зайци.

### Размножаване
Птиците от този вид гнездят на малки дървета, в храстова растителност или върху кактуси. Гнездата, основно строени от женските, често са компактни, направени от клечки, растителни корени и стебла, често очертани с листа, мъхове и кори на дървета. Едно люпило обичайно се състои от 2-4 бели до синкаво бели яйца, понякога напръскани със светло кафяви или сиви точки. Новоизлюпените пиленца са в светлобежово, но до 5-6 дни след излюпването си стават плътно кафяви.
Много често при този вид гнездото се охранява от три птици: двама мъжки и една женска. Дебатира се дали при вида се наблюдава полиандрия (многомъжие) или птиците така си оказват взаимопомощ. С мътенето основно се занимава женската. След 31-36 дни яйцата се излюпват. Малките започват да излизат от гнездото около 38 дни по-късно, а на 45-50-ия ден са се оперили достатъчно, за да започнат да летят. Женската понякога снася 2-3 пъти годишно. Понякога малките остават с родителите си в продължение на около 3 години, помагайки в отглеждането на следващите люпила.

### Съвместно ловуване
Въпреки че повечето грабливи птици са отшелници, които се събират по двойки само по време на размножителния период или миграцията, мишеловите на Харис ловуват съвместно в групи от по 2-6 индивида. Смята се, че това е техника за адаптация към пустинния климат, при който живеят.
Дивата популация от мишелови на Харис намалява вследствие унищожаване от страна на човека на естествения му хабитат; известни са обаче и случаи, при които екземпляри са мигрирали към урбанизирани територии.

## Взаимоотношения с човека
От около 1980 година, мишеловът на Харис все по-често се използва в соколарството и днес са най-разпространеният вид за дресиране на Запад благодарение на възприемчивостта и социалния си характер.